# Joni Rechter
Joni Rechter (hebrejsky: יוני רכטר, plným jménem Jonatan Rechter, יונתן רכטר, narozen 18. listopadu 1951) je izraelský zpěvák, hudební skladatel a pianista.

## Biografie
Narodil se v Tel Avivu. Je synem izraelského architekta Ja'akova Rechtera a vnukem izraelské herečky Chany Maron. Navštěvoval střední školu Tichon Chadaš. Ve věku šestnácti let složil hudbu pro hitovou píseň Dma'ot šel mal'achim (דמעות של מלאכים, Slzy andělů) na text svého spolužáka Dana Minstera.
Sloužil v izraelské armádě u dělostřelectva. V roce 1972 po propuštění z armády se přidal k hudební skupině Kaveret a spolupracoval v ní s tvůrci jako Gidi Gov, Danny Sanderson, Alon Ole'arčik a dalšími. Ve skupině setrval až do jejího rozpadu roku 1976.
Je ženatý s Dafnou, bývalou učitelkou umění. Má dva syny.

## Hudební kariéra
Kromě hry na klávesy ve skupině Kaveret utvořil spolu s Avnerem Kennerem progresivní rockové duo 14 Oktavot (14 אוקטבות, Čtrnáct oktáv), psal písně pro přední izraelské zpěváky jako Arik Einstein, pro kterého mimo jiné složil píseň Atur micchech (עטור מצחך, Tvoje čelo je korunované). První verzi této skladby aranžoval sám Rechter a zpíval ji Arik Einstein spolu s Korin Allal a Jehudit Ravic. Později se podílel na hudebních albech zpěváků jako Gidi Gov, Ester Ofarim, Josi Banaj a Jehudit Ravic. Jedno s jeho vystoupení s Jehudit Ravic nazvané be-Ofen kavua ve-chad pe'ami (באופן קבוע וחד פעמי, Jednou provždy) později vyšlo jako samostatné album.
V roce 1978 spolupracoval na albu ha-Keves ha-šiša asar (הכבש השישה-עשר, Šestnáctá ovce), které bylo založeno na zhudebněných básních od Jonatana Gefena. Debutovým albem Joniho Rechtera bylo album Hitkavnut (התכוונות, Záměr) s některými písněmi založenými na textech Eli Mohara. Roku 1981 se s dalšími hudebníky jako Mati Kaspi a Jicchak Klepter podílel na instrumentálním albu Kavim (קווים, Čáry). Roku 1982 pracoval na albu Gidi Gova nazvaném 40:06, kde složil hudbu pro všechny skladby. Roku 1984 pak produkoval album Negi'a achat raka (נגיעה אחת רכה, Jeden měkký dotyk) zpěvačky Nurit Galron. V roce 1986 vystupoval na turné spolu s komiky a hudebníky Gidi Govem, Moni Mošonovem a Šlomo Barabou v komediální show nazvané Erev chad pe'ami (ערב חד-פעמי, Jedinečný večer) a během války v Zálivu na ni navázala show Erev chad pe'ami konvencionali (ערב חד פעמי קונבנציונאלי, Jedinečný konvenční večer).
Během 80. a 90. let 20. století pokračoval ve spolupráci s Arikem Einsteinem. V roce 1988 se podílel na albu me-Širej Avraham Chalfi (משירי אברהם חלפי, Z písní Avrahama Chalfiho), na němž složil hudbu na texty izraelského básníka Avrahama Chalfiho. Na albu Hajiti pa'am jeled (הייתי פעם ילד, Býval jsem dítětem) složil všechny písně, z nichž některé se staly velmi populárními v Izraeli. Album ha-Arje, ha-jona ve-tarnegolet kchula (האריה, היונה ותרנגולת כחולה, Lev, holubice a modrá slepice) přineslo skladby pro děti.
V roce 1991 Izraelský festival a Israel Broadcasting Authority produkovaly večerní pořad Rechterových písní nazvaný ha-Ikar ze ha-romantika (העיקר זה הרומנטיקה, Jde o romantiku), který byl vysílán v televizi a vyšel i jako album. Jako interpreti se na něm představili Gidi Gov, Mazi Kohen, Chajim Cinovič a Jehudit Ravic.
V roce 1995 Rechter a Eli Mohar vydali album s názvem Machšavot ve-efšarujot (מחשבות ואפשרויות, Myšlenky a možnosti), které nemělo tak velký úspěch jako předchozí nahrávky. V roce 2002 Rechter vydal sólové album Od sipur (עוד סיפור, Další příběh) rozdělené do tří sekcí a sestávající zejména z intimních skladeb. Album získalo příznivý ohlas u hudebních kritiků, ale komerčně nebylo úspěšné. Rechter rovněž pracoval na komponování hudby pro mnoho divadelních her. V roce 2005 vydal výběrové album svých nejlepších skladeb nazvané be-Kol pa'am še-ani menagen (בכל פעם שאני מנגן, Pokaždé, když hraju), kde se nacházejí jeho vlastní nahrávky i písně jiných interpretů.
Vedle svých uměleckých aktivit zůstal po dvě a půl desetiletí rezervistou izraelské armády. Zde spolu s dalšími hudebníky pořádal vystoupení pro vojáky. Na nich se objevily některé další talenty z řad mladší generace Izraelců. Mezi účastníky těchto vystoupení byli pozdější významní hudebníci jako Idan Reichel, Li'or Navok (absolvent New England Conservatory), Aron Razel a jeho bratr Jonatan Razel.

## Ocenění
V roce 2008 byla Rechterovi udělena Cena EMET za přínos k umění, vědě a kultuře.

## Alba
- ha-Keves ha-šiša asar (הכבש השישה-עשר, Šestnáctá ovce)
- Hitkavnut (התכוונות, Záměr)
- ha-Ahava, panim rabot la (האהבה, פנים רבות לה, Láska, mnoho jejích tváří) s Arikem Einsteinem
- be-Ofen kavua ve-chad pe'ami (באופן קבוע וחד פעמי, Jednou provždy) s Jehudit Ravic
- be-Gova ha-Ajnajim (בגובה העיניים, Ve výši očí) s Eli Moharem
- ha-Ikar ze ha-romantika (העיקר זה הרומנטיקה, Jde o romantiku)
- Kavim (קווים, Čáry)
- Machšavot ve-efšarujot (מחשבות ואפשרויות, Myšlenky a možnosti)
- Od sipur (עוד סיפור, Další příběh)
- Mamaš achšav (ממש עכשיו, Právě teď), živá nahrávka
- ha-Arje, ha-jona ve-tarnegolet kchula (האריה, היונה ותרנגולת כחולה, Lev, holubice a modrá slepice)
- 14 Oktavot (14 אוקטבות, Čtrnáct oktáv)
- me-Širej Avraham Chalfi (משירי אברהם חלפי, Z písní Avrahama Chalfiho)
- Hajti pa'am jeled (ייתי פעם ילד, Býval jsem dítětem)
- Agada ba-cholot (אגדה בחולות, Legenda v písčinách)